# Заставне (Володимирський район)
Заставне́ — село в Україні, у Литовезькій сільській громаді Володимирського району Волинської області. До 1946 року - Жджари. 
Населення становить 607 осіб станом на 2020 рік.
На захід від села розташований Заставненський заказник.
Після ліквідації Іваничівського району 19 липня 2020 року село увійшло до Володимир-Волинського району.

## Населення
Згідно з переписом УРСР 1989 року чисельність наявного населення села становила 932 особи, з яких 433 чоловіки та 499 жінок.
За переписом населення України 2001 року в селі мешкало 845 осіб.

### Мова
Розподіл населення за рідною мовою за даними перепису 2001 року:
| Мова       | Відсоток |
| ---------- | -------- |
| українська | 98,82 %  |
| російська  | 1,06 %   |
| білоруська | 0,12 %   |

## Історія
До 29 липня 2016 року — адміністративний центр Заставненської сільської ради Іваничівського району Волинської області.

### Ярослав Гашек у Заставному
Відомий чеський письменник Ярослав Гашек провів у Жджарах (сучасна назва: Заставне) майже чотири тижні - з 3 по 27 серпня 1915 року. 2 Серпня 1915 року 91-й Будейовицький піхотний полк 9-ї піхотної дивізії Австро-Угорщини, у якій Гашек служив вістовим, виведено у резерв та поповнення у село Жджари, після тижневого бою та важких втрат під Сокалем. 18 серпня 1915 року Гашека було нагороджено срібною медаллю 2-го ступеня "За хоробрість", виявлену під час боїв біля Поториці 25 липня. Як зазначалося в офіційному наказі про нагородження, Гашек "невтомно та, нехтуючи власним життям, передавав важливі накази та повідомлення про ситуацію на лінії фронту. Він також підбадьорював особовий склад жартами і вигуками, добровільно проводив розвідку та вів невеликі групи до потрібних позицій."

## Уродженці села
- Гіщинська Раїса Петрівна — український композитор, бандуристка, педагог.